# Iglesia de la Santísima Virgen María de los Dolores y San Celestino Papa
La iglesia de la Santísima Virgen María de los Dolores y del Papa San Celestino es la iglesia parroquial de Cadelbosco di Sopra, en la provincia de Reggio Emilia y diócesis de Reggio Emilia-Guastalla; forma parte del vicariato urbano de Reggio Emilia.

## Historia
La primera mención de una iglesia en Cadelbosco di Sopra se remonta al año 1096. Se sabe que en 1506 se reconstruyó la iglesia original de tres naves, que el coro se construyó en 1530 y que en el siglo XVIII se añadieron varias capillas laterales. La actual iglesia parroquial se comenzó a construir en 1755 según un diseño de Francesco Zanni. Aunque incompleta (de hecho, no se completó hasta 1769), la nueva iglesia se abrió al culto el 17 de junio de 1764. En 1811 se colocó el órgano, originalmente ubicado en una iglesia de Módena, y en 1837 se reconstruyó el campanario. En 1874 se le concedió a la iglesia el título de arcipreste y finalmente fue consagrada en 1891.

## Descripción
La iglesia tiene una elegante fachada de estilo barroco. En el interior, de tres naves con cubierta abovedada, se encuentran cinco altares. Los retablos de los tres altares laterales fueron pintados por Lorenzo Franchi (1565-1632) y representan a Santa Ana, la Virgen del Rosario y la Santísima Virgen de Loreto; en el cuarto altar lateral, dedicado a la Madonna della Vita, está pintado un fresco del siglo XVI que fue objeto de intensa devoción y exvotos en los siglos pasados. En la sacristía hay un altar con un icono de madera del siglo XVI, originalmente ubicado en el oratorio de la corte Traghettino.

## Entradas relacionadas
- Cadelbosco di Sopra
- Diócesis de Reggio Emilia-Guastalla
- Parroquias de la diócesis de Reggio Emilia-Guastalla

- Datos: Q26258388
- Multimedia: San Celestino (Cadelbosco di Sopra) / Q26258388